# Pauvres sœurs des écoles de Saint François Séraphique
Les Pauvres sœurs des écoles de Saint François Séraphique sont une congrégation religieuse féminine enseignante et hospitalière de droit pontifical.

## Histoire
En 1842, le franciscain Sebastian Schwarz (1809-1870) ouvre une institution à Vöcklabruck pour les enfants d'ouvriers et en confie la gestion à une fraternité de femmes du Tiers-Ordre franciscain dirigée par Franziska Wimmer. Elles sont formées à la vie religieuse par les franciscaines de l'Immaculée Conception de Graz ; la communauté de Vöcklabruck fait ensuite partie de cette congrégation,.
Le 10 janvier 1861, l'évêque du diocèse de Linz approuve les franciscaines de Vöcklabruck comme institut autonome. Après l'annexion de l'Autriche à l'Allemagne nazie en 1938, les écoles catholiques sont fermées et les sœurs enseignantes deviennent infirmières.
L'institut est agrégé à l'ordre des frères mineurs le 2 novembre 1904 ; il reçoit le décret de louange le 29 mars 1929 et ses constitutions sont définitivement approuvées par le Saint-Siège le 21 août 1937.

## Activités et diffusion
Les sœurs se consacrent principalement à l'enseignement et à l'assistance aux malades.
Elles sont présentes en Autriche, Allemagne, Kazakhstan et aux États-Unis.
La maison-mère est à Vöcklabruck. 
En 2017, la congrégation comptait 179 sœurs dans 26 maisons.